# The Golden Child
The Golden Child is een Amerikaanse film uit 1986 onder regie van Michael Ritchie en met Eddie Murphy in de hoofdrol. 

## Verhaal
In de jaren 1980 wordt in Tibet een kind met mythische krachten, The Golden Child, ontvoerd door een angstaanjagende demon die van plan is het kind te doden om het kwaad over de planeet te verspreiden. Om deze dreigende fataliteit tegen te gaan, moet de ongelovige Chandler Jarrell, die in Los Angeles woont en gezien wordt als "de uitverkorene", tegen deze duistere krachten vechten, met een onzekere uitkomst.

## Rolverdeling
| Acteur             | Personage        |
| ------------------ | ---------------- |
| Eddie Murphy       | Chandler Jarrell |
| J.L. Reate         | The Golden Child |
| Charles Dance      | Sardo Numspa     |
| Charlotte Lewis    | Kee Nang         |
| Victor Wong        | Old Goupa        |
| Randall "Tex" Cobb | Til              |
| James Hong         | Dr. Hong         |
| Shakti Chen        | Kala             |
| Tau Logo           | Yu               |
| Tiger Chung Lee    | Khan             |
| Pons Maar          | Fu               |
| Peter Kwong        | Tommy Tong       |
| Wally Taylor       | Detective Boggs  |
| Eric Douglas       | Yellow Dragon    |
| Charles Levin      | TV Host          |